# Deutsche Leichtathletik-Meisterschaften 2018

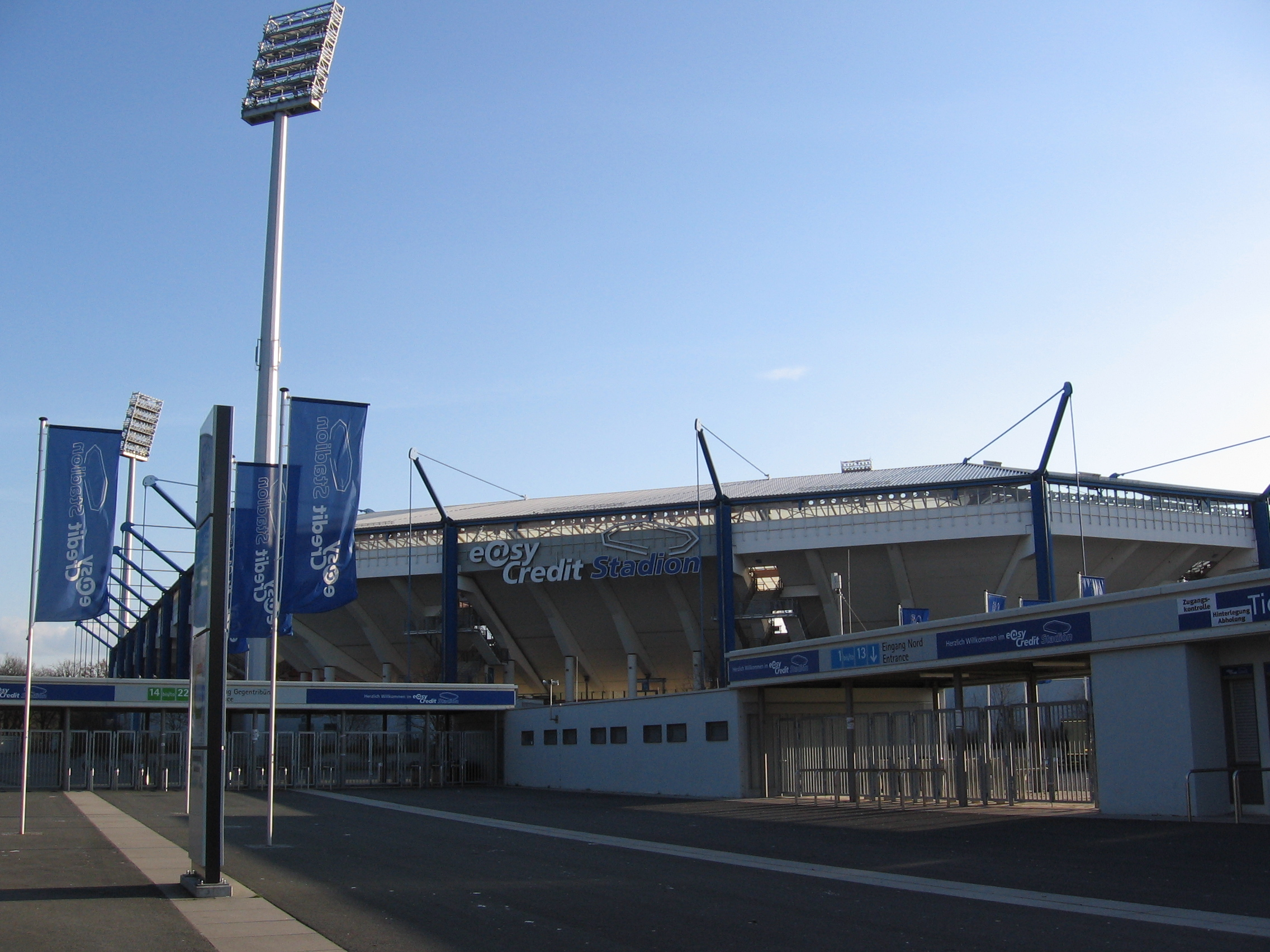
Stadion in Nürnberg – Außenansicht

Die 118. Deutschen Leichtathletik-Meisterschaften wurden vom 20. bis 22. Juli 2018 in Nürnberg ausgetragen.

## Rahmenbedingungen
Hauptveranstaltungsort war das Max-Morlock-Stadion. Die Infrastruktur im Stadion und am Nebenplatz wurden verbessert, die Anlage für die Stabhochsprungentscheidungen wurde im Hinblick auf eine erhöhte Attraktivität auf der Rasenfläche im Innenraum des Stadions platziert. Wie schon bei den Deutschen Meisterschaften der Jahre 2014 und 2015 wurde ein Wettbewerb bereits am Vorabend der Hauptveranstaltung auf dem Nürnberger Hauptmarkt im Stadtzentrum ausgetragen. In diesem Jahr war es das Kugelstoßen.
Am ersten Haupttag, dem Samstag, beeinträchtigte teils starker Regen die Veranstaltung, ein nicht gerade leistungsfördernder Umstand. Am Sonntag waren die Wetterbedingungen dagegen deutlich besser.

## Ausgelagerte Wettbewerbe
Wie üblich wurden aus zeitlichen oder organisatorischen Gründen verschiedene Wettbewerbe nicht im Rahmen dieser Veranstaltung ausgetragen. Im Jahr 2018 waren dies:
- Crosslauf: Ohrdruf, 10. März[4]
- 100-km-Straßenlauf: Rheine, 10. März[5][6]
- Halbmarathon: Hannover, 8. April[7]
- 20-km-Straßengehen: Naumburg, 14. April[8]
- Marathonlauf: im Rahmen des Düsseldorf-Marathons am 29. April[9]
- 10.000 m: Pliezhausen, 12. Mai[10]
- Langstaffeln: Rostock, 29. Juli im Rahmen der Deutschen Jugendmeisterschaften – Frauen: 3 × 800 m / Männer: 3 × 1000 m[11]
- Mehrkämpfe: Wesel, 25./26. August – Frauen Siebenkampf / Männer: Zehnkampf[12]
- Berglauf: Ilsenburg, 1. September[13]
- 10-km-Straßenlauf: Bremen, 2. September[14]
- 50-km-Straßengehen: Aschersleben, 14. Oktober[15]

Die eigentlich für den 3. Juni vorgesehene Austragung des Bahngehens entfiel in diesem Jahr, weil sich kein Ausrichter fand.

## Sportliche Leistungen
Die Leistungen waren insgesamt auf einem guten Niveau bezüglich des Standards der deutschen Leichtathletik. Nach strengen internationalen Maßstäben gibt vor allem in den Laufdisziplinen der Männer, im Dreisprung der Männer und im Hammerwurf beider Geschlechter erhebliche Defizite. Sehr stark dagegen präsentierten sich die Speerwerfer im Männerbereich – Andreas Hofmann mit neuem Meisterschaftsrekord (CR), aber auch dahinter mit großen Weiten – und Pamela Dutkiewicz im 100-Meter-Hürdenlauf – ebenfalls mit Meisterschaftsrekord. Einige neue Namen rückten in den Vordergrund, wie zum Beispiel Kevin Kranz über 100 Meter, der den langjährigen Deutschen Meister Julian Reus erstmals besiegen konnte, oder Jessica-Bianca Wessolly über 200 Meter mit ihrem ersten Meistertitel. Zahlreiche letzte Nominierungsfragen im Hinblick auf die für Europameisterschaften in Berlin waren noch offen, entsprechende sportliche Entscheidungen gab es mit Normerfüllungen oder Platzierungen der betreffenden Anwärter, die eine Grundlage für die endgültige Nominierung durch den Verband mit sich brachten.

## Medaillengewinner
Die folgenden Übersichten fassen die Medaillengewinner und -gewinnerinnen zusammen. Eine ausführlichere Übersicht mit den jeweils ersten acht in den einzelnen Disziplinen findet sich unter dem Link Deutsche Leichtathletik-Meisterschaften 2018/Resultate.

### Männer
| Disziplin                                  | Gold                                                                              | Leistung                    | Silber                                                                  | Leistung                     | Bronze                                                                               | Leistung                             |
| ------------------------------------------ | --------------------------------------------------------------------------------- | --------------------------- | ----------------------------------------------------------------------- | ---------------------------- | ------------------------------------------------------------------------------------ | ------------------------------------ |
| 100 m (Wind: +0,5)                         | Kevin Kranz (Sprintteam Wetzlar)                                                  | 10,28 s00                   | Julian Reus (Erfurter LAC)                                              | 10,32 s00                    | Lucas Jakubczyk (SCC Berlin)                                                         | 10,37 s00                            |
| 200 m (Wind: +0,9)                         | Robin Erewa (TV Wattenscheid 01)                                                  | 20,63 s00                   | Steven Müller (LG Ovag Friedberg-Fauerbach)                             | 20,76 s00                    | Kevin Ugo (TV Wattenscheid 01)                                                       | 20,89 s00                            |
| 400 m                                      | Johannes Trefz (LG Stadtwerke München)                                            | 45,70 s00                   | Patrick Schneider (LAC Quelle Fürth)                                    | 45,82 s00                    | Fabian Dammermann (LG Osnabrück)                                                     | 45,94 s00                            |
| 800 m                                      | Benedikt Huber (LG Telis Finanz Regensburg)                                       | 1:47,32 min                 | Christoph Kessler (LG Region Karlsruhe)                                 | 1:47,60 min                  | Marc Reuther (Wiesbadener LV)                                                        | 1:47,70 min                          |
| 1500 m                                     | Timo Benitz (LG farbtex Nordschwarzwald)                                          | 3:53,43 min                 | Marius Probst (TV Wattenscheid 01)                                      | 3:53,47 min                  | Homiyu Tesfaye (LG Eintracht Frankfurt)                                              | 3:53,53 min                          |
| 5000 m                                     | Sebastian Hendel (LG Vogtland)                                                    | 14:16,54 min                | Florian Orth (LG Telis Finanz Regensburg)                               | 14:16,89 min                 | Amanal Petros (SV Brackwede)                                                         | 14:16,96 min                         |
| 10.000 m                                   | Sebastian Hendel (LG Vogtland)                                                    | 29:13,64 min                | Simon Boch (LG Telis Finanz Regensburg)                                 | 29:24,95 min                 | Florian Orth (LG Telis Finanz Regensburg)                                            | 29:29,09 min                         |
| 10-km-Straßenlauf                          | Jannik Arbogast (LG Region Karlsruhe)                                             | 29:24 min00                 | Samuel Fitwi Sibhatu (LG Vulkaneifel)                                   | 29:27 min00                  | Florian Orth (LG Telis Finanz Regensburg)                                            | 29:29 min00                          |
| 10-km-Straßenlauf Mannschaftswertung       | LG Telis Finanz Regensburg IFlorian Orth Simon Boch Tim Ramdane Cherif            | 1:29:20 h0000               | LG Telis Finanz Regensburg IIMoritz Beinlich Kevin Key Erik Hille       | 1:30:57 h0000                | LG Olympia DortmundFabian Dillenhöfer David Valentin Leif Gunkel                     | 1:33:34 h0000                        |
| Halbmarathon                               | Karsten Meier (LG Braunschweig)                                                   | 1:05:23 h0000               | Jens Nerkamp (PSV Grün-Weiß Kassel)                                     | 1:05:27 h0000                | Philipp Baar (ART Düsseldorf)                                                        | 1:05:49 h0000                        |
| Halbmarathon Mannschaftswertung            | ART DüsseldorfPhilipp Baar Paul Schmidt Andreas Straßner                          | 3:21:34 h0000               | TV Wattenscheid 01Hendrik Pfeiffer Julius Scherr Christoph Uphues       | 3:23:22 h0000                | LAV Stadtwerke TübingenTimo Göhler Lorenz Baum Peter Obenauer                        | 3:25:12 h0000                        |
| Marathon                                   | Tom Gröschel (TC FIKO Rostock)                                                    | 2:15:20 h0000               | Sebastian Reinwand (ART Düsseldorf)                                     | 2:15:27 h0000                | Marcus Schöfisch (lauftraining.com)                                                  | 2:15:59 h0000                        |
| Marathon Mannschaftswertung                | ART DüsseldorfSebastian Reinwand Philipp Baar Andreas Straßner                    | 6:51:220000                 | LSF MünsterDavid Schönherr Yannick Rinne Sven Serke                     | 7:32:53 h0000                | PSV Grün-Weiß KasselJens Nerkamp Nikolaj Dorka Daniel Ghebreselasie                  | 7:54:29 h0000                        |
| 100-km-Straßenlauf                         | Alexander Dautel (LG Nord Berlin Ultrateam)                                       | 7:01:05 h0000               | Gerrit Wegener (Die Laufpartner)                                        | 7:03:57 h0000                | Christoph Lux (TG Viktoria Augsburg)                                                 | 7:33:17 h0000                        |
| 100-km-Straßenlauf Mannschaftswertung      | LG Nord Berlin UltrateamAlexander Dautel Benjamin Brade Stefan Thoms              | 24:20:41 h0000              | LG Ultralauf IMarkus Meinke Hans-Dieter Jancker Georg Kirsch            | 26:49:55 h0000               | LG Ultralauf IIVolker Greis Roland Krauss Martin R. Kurz                             | 28:30:28 h0000                       |
| 110 m Hürden (Wind: −0,1)                  | Gregor Traber (LAV Stadtwerke Tübingen)                                           | 13,37 s00                   | Erik Balnuweit (TV Wattenscheid 01)                                     | 13,52 s00                    | Maximilian Bayer (MTV 1881 Ingolstadt)                                               | 13,77 s00                            |
| 400 m Hürden                               | Luke Campbell (LG Eintracht Frankfurt)                                            | 50,31 s00                   | Constantin Preis (VfL Sindelfingen)                                     | 50,74 s00                    | Joshua Abuaku (LG Eintracht Frankfurt)                                               | 51,25 s00                            |
| 3000 m Hindernis                           | Martin Grau (LSC Höchstadt/Aisch)                                                 | 8:33,90 min                 | Patrick Karl (TV Ochsenfurt)                                            | 8:41,22 min                  | Fabian Clarkson (SCC Berlin)                                                         | 8:41,50 min                          |
| 4 × 100 m Staffel                          | TV Wattenscheid 01 IPhilipp Trutenat Robin Erewa Maurice Huke Robert Hering       | 38,79 s00                   | SC DHfK LeipzigOle Werner Niels Torben Giese Roy Schmidt Marvin Schulte | 39,47 s00                    | TV Wattenscheid 0 IINoel-Philippe Fiener Kevin Ugo Alexander Kosenkow Erik Balnuweit | 39,78 s00                            |
| 4 × 400 m Staffel                          | LG Stadtwerke MünchenBenedikt Wiesend Tobias Giehl Arne Leppelsack Johannes Trefz | 3:08,99 min                 | VfL SindelfingenYannik Frers Felix Franz Yannic Krings Constantin Preis | 3:12,07 min                  | SSV Ulm 1846 IIPhilipp Kleemann Fynn Zenker Tim Nowak Arthur Abele                   | 3:12,09 min                          |
| 3 × 1000 m Staffel                         | LG Farbtex NordschwarzwaldHendrik Engel Denis Bäuerle Timo Benitz                 | 7:14,82 min                 | StG Erfurt-JenaTobias Rex Philipp Reinhardt Sebastian Keiner            | 7:15,02 min                  | LG BraunschweigAndreas Lange Viktor Kuk Julius Lawnik                                | 7:15,39 min                          |
| 20-km-Straßengehen                         | Christopher Linke (SC Potsdam)                                                    | 1:20:40 h0000               | Hagen Pohle (SC Potsdam)                                                | 1:21:41 h0000                | Karl Junghannß (Erfurter LAC)                                                        | 1:22:51 h0000                        |
| 20-km-Straßengehen Mannschaftswertung      | SC PotsdamChristopher Linke Hagen Pohle Nils Brembach                             | 4:05:39 h0000               | TV BühlertalNathaniel Seiler Denis Franke Georg Hauger                  | 5:09:49 h0000                | SV BreitenbrunnSteffen Meyer Nischan Daimer Joachim Maier                            | 5:35:48 h0000                        |
| 50-km-Straßengehen                         | Jonathan Hilbert (LG Ohra Energie)                                                | 3:51:22 h0000               | Denis Franke (TV Bühlertal)                                             | 5:11:26 h0000                | nur zwei Teilnehmer am Start                                                         | nur zwei Teilnehmer am Start         |
| Hochsprung                                 | Mateusz Przybylko (TSV Bayer 04 Leverkusen)                                       | 2,31 m000                   | Tobias Potye (LG Stadtwerke München)                                    | 2,22 m                       | Bastian Rudolf (Dresdner SC)                                                         | 2,19 m                               |
| Stabhochsprung                             | Bo Kanda Lita Baehre (TSV Bayer 04 Leverkusen)                                    | 5,50 m000                   | Torben Laidig (LAV Stadtwerke Tübingen)                                 | 5,40 m                       | Jakob Köhler-Baumann (LG Filstal) Daniel Clemens (LAZ Zweibrücken)                   | 5,40 m                               |
| Weitsprung                                 | Fabian Heinle (VfB Stuttgart)                                                     | 8,04 m000                   | Maximilian Entholzner (1. FC Passau)                                    | 7,72 m                       | Ituah Enahoro (LAV Bayer Uerdingen/Dormagen)                                         | 7,68 m                               |
| Dreisprung                                 | Felix Wenzel (SC Potsdam)                                                         | 16,08 m000                  | Felix Mairhofer (LG Region Karlsruhe)                                   | 15,79 m                      | Benjamin Bauer (LAC Erdgas Chemnitz)                                                 | 15,78 m                              |
| Kugelstoßen                                | David Storl (SC DHfK Leipzig)                                                     | 21,26 m000                  | Patrick Müller (SC Neubrandenburg)                                      | 19,49 m                      | Tobias Dahm (VfL Sindelfingen)                                                       | 19,38 m                              |
| Diskuswurf                                 | Christoph Harting (SCC Berlin)                                                    | 66,98 m000                  | Daniel Jasinski (TV Wattenscheid 01)                                    | 64,82 m                      | Robert Harting (SCC Berlin)                                                          | 63,92 m                              |
| Hammerwurf                                 | Johannes Bichler (LG Stadtwerke München)                                          | 71,67 m000                  | Tristan Schwandke (TV Hindelang)                                        | 70,88 m                      | Alexei Mikhailov (TV Wattenscheid 01)                                                | 68,90 m                              |
| Speerwurf                                  | Andreas Hofmann (MTG Mannheim)                                                    | 89,55 m CR                  | Thomas Röhler (LC Jena)                                                 | 88,09 m                      | Johannes Vetter (LG Offenburg)                                                       | 87,83 m                              |
| Zehnkampf                                  | Niklas Ransiek (TSV Bayer 04 Leverkusen)                                          | 7355 P                      | Hendrik Nungeß (TV 1861 Neu-Isenburg)                                   | 7030 P                       | Marvin Gregor (LG Kreis Gütersloh)                                                   | 6935 P                               |
| Zehnkampf Mannschaftswertung               | LG Kreis GüterslohMarvin Gregor André Düsterhöft Florian Baum                     | 19.868 P                    | TV Wattenscheid 01Armin Treichel Lennart Ogaza Jan Ollech               | 18.236 P                     | nur zwei Mannschaften in der Wertung                                                 | nur zwei Mannschaften in der Wertung |
| Crosslauf Mittelstrecke 4,1 km             | Timo Benitz (LG farbtex Nordschwarzwald)                                          | 12:44 min00                 | Florian Orth (LG Telis Finanz Regensburg)                               | 12:49 min00                  | Fabian Clarkson (SCC Berlin)                                                         | 12:55 min00                          |
| Crosslauf Mittelstrecke Mannschaftswertung | LG Telis Finanz RegensburgFlorian Orth Dominik Notz Tim Ramdane Cherif            | Pl.-Ziff. 1100 38:43 min00  | LG farbtex NordschwarzwaldTimo Benitz Marco Kern Hendrik Engel          | Pl.-Ziff. 1700 39:07 min00   | SSV Ulm 1846Aimen Haboubi Fabian Konrad Korbinian Völkl                              | Pl.-Ziff. 4000 40:30 min00           |
| Crosslauf Langstrecke 9,9 km               | Philipp Pflieger (LG Telis Finanz Regensburg)                                     | 31:07 min00                 | Karsten Meier (LG Braunschweig)                                         | 31:19 min00                  | Tim Ramdane Cherif (LG Telis Finanz Regensburg)                                      | 31:31 min00                          |
| Crosslauf Langstrecke Mannschaftswertung   | LG Telis Finanz Regensburg IPhilipp Pflieger Tim Ramdane Cherif Florian Orth      | Pl.-Ziff. 900 1:34:45 h0000 | LG BraunschweigKarsten Meier Viktor Kuk Florian Pehrs                   | Pl.-Ziff. 3300 1:38:34 h0000 | LG Telis Finanz Regensburg IIMaximilian Zeus Felix Plinke Kevin Key                  | Pl.-Ziff. 3700 1:39:58 h0000         |
| Berglauf, Brockenlauf 11,7 km              | Maximilian Zeus (LG Telis Finanz Regensburg)                                      | 51:11 min00                 | Aaron Bienenfeld (SSC Hanau-Rodenbach)                                  | 51:12 min00                  | Konstantin Wedel (LAC Quelle Fürth)                                                  | 51:14 min00                          |
| Berglauf Mannschaftswertung                | SSC Hanau-RodenbachAaron Bienenfeld Lukas Abele Julius Hild                       | 2:41:04 h0000               | LG AllgäuMichael Laur Franz Schweiger Wolfgang Wäger                    | 2:53:59 h0000                | LG BraunschweigOle Hennseler Ole Marggraf Simon Laue                                 | 2:58:24 h0000                        |

### Frauen
| Disziplin                             | Gold                                                                               | Leistung                   | Silber                                                                               | Leistung                   | Bronze                                                                             | Leistung                             |
| ------------------------------------- | ---------------------------------------------------------------------------------- | -------------------------- | ------------------------------------------------------------------------------------ | -------------------------- | ---------------------------------------------------------------------------------- | ------------------------------------ |
| 100 m (Wind: −0,4)                    | Gina Lückenkemper (TSV Bayer 04 Leverkusen)                                        | 11,15 s00                  | Lisa Marie Kwayie (Neuköllner Sportfreunde)                                          | 11,33 s00                  | Rebekka Haase (LV 90 Erzgebirge)                                                   | 11,42 s00                            |
| 200 m (Wind: −0,6)                    | Jessica-Bianca Wessolly (MTG Mannheim)                                             | 22,89 s00                  | Laura Müller (LC Rehlingen)                                                          | 23,11 s00                  | Rebekka Haase (LV 90 Erzgebirge)                                                   | 23,12 s00                            |
| 400 m                                 | Nadine Gonska (MTG Mannheim)                                                       | 52,07 s00                  | Hannah Mergenthaler (MTG Mannheim)                                                   | 52,83 s00                  | Corinna Schwab (TV 1861 Amberg)                                                    | 53,14 s00                            |
| 800 m                                 | Christina Hering (LG Stadtwerke München)                                           | 2:01,56 min                | Sarah Schmidt (TSV Bayer 04 Leverkusen)                                              | 2:02,89 min                | Mareen Kalis (LG Stadtwerke München)                                               | 2:03,53 min                          |
| 1500 m                                | Konstanze Klosterhalfen (TSV Bayer 04 Leverkusen)                                  | 4:06,34 min                | Elena Burkard (LG farbtex Nordschwarzwald)                                           | 4:06,51 min                | Diana Sujew (LG Eintracht Frankfurt)                                               | 4:08,21 min                          |
| 5000 m                                | Hanna Klein (SG Schorndorf)                                                        | 15:17,47 min               | Alina Reh (SSV Ulm 1846)                                                             | 15:25,30 min               | Denise Krebs (TSV Bayer 04 Leverkusen)                                             | 15:26,58 min                         |
| 10.000 m                              | Anna Gehring (ASV Köln)                                                            | 33:33,96 min               | Deborah Schöneborn (LG Nord Berlin)                                                  | 33:37,48 min               | Thea Heim (LG Telis Finanz Regensburg)                                             | 34:35,40 min                         |
| 10-km-Straßenlauf                     | Alina Reh (SSV Ulm 1846)                                                           | 32:23 min00                | Deborah Schöneborn (LG Nord Berlin)                                                  | 33:56 min00                | Luisa Boschan (LG Nord Berlin)                                                     | 34:59 min00                          |
| 10-km-Straßenlauf Mannschaftswertung  | LG Nord BerlinDeborah Schöneborn Luisa Boschan Rabea Schöneborn                    | 1:44:39 h0000              | Hannover AthleticsSvenja Pingpank Lena Sommer Anne Spickhoff                         | 1:48:38 h0000              | LG Region LandshutRegina Högl Miriam Zirk Julia Brugger                            | 1:49:37 h0000                        |
| Halbmarathon                          | Franziska Reng (LG Telis Finanz Regensburg)                                        | 1:14:15 h0000              | Miriam Dattke (LG Telis Finanz Regensburg)                                           | 1:14:37 h0000              | Fabienne Amrhein (MTG Mannheim)                                                    | 1:15:19 h0000                        |
| Halbmarathon Mannschaftswertung       | LG Telis Finanz Regensburg IFranziska Reng Miriam Dattke Marina Rappold            | 3:47:05 h0000              | SG WendenChristl Dörschel Daniela Wurm Verena Schneider                              | 4:07:14 h0000              | LG Telis Finanz Regensburg IIAnna-Katharina Plinke Cornelia Griesche Eva Schien    | 4:07:41 h0000                        |
| Marathon                              | Fabienne Amrhein (MTG Mannheim)                                                    | 2:32:35 h0000              | Isabel Leibfried (TSG 1845 Heilbronn)                                                | 2:41:40 h0000              | Regina Högl (LG Region Landshut)                                                   | 2:45:56 h0000                        |
| Marathon Mannschaftswertung           | LG Region LandshutRegina Högl Miriam Zirk Elisabeth Jensen                         | 8:28:17 h0000              | PSV Grün-Weiß KasselSandra Morchner Anna Starostzik Jutta Siefert                    | 8:44:17 h0000              | TuS DeuzTina Schneider Rebekka Wörmann Nina Caprice Löhr                           | 8:59:11 h0000                        |
| 100-km-Straßenlauf                    | Nele Alder-Baerens (Ultra SC Marburg)                                              | 7:33:15 h0000              | Susanne Kraus (PSV Grün-Weiß Kassel)                                                 | 7:59:12 h0000              | Anke Libuda (BSG Springorum Bochum)                                                | 8:43:38 h0000                        |
| 100-km-Straßenlauf Mannschaftswertung | LG Ultralauf IKirsten Althoff Claudia Lederer Rita Nowottny-Hupka                  | 28:14:12 h0000             | LG Ultralauf IISylvia Faller Katrin Tüg-Hilbert Kerstin Hommel                       | 34:23:09 h0000             | nur zwei Mannschaften in der Wertung                                               | nur zwei Mannschaften in der Wertung |
| 100 m Hürden (Wind: −0,7)             | Pamela Dutkiewicz (TV Wattenscheid 01)                                             | 12,69 s00                  | Ricarda Lobe (MTG Mannheim)                                                          | 13,06 s00                  | Franziska Hofmann (LAC Erdgas Chemnitz)                                            | 13,10 s00                            |
| 400 m Hürden                          | Christine Salterberg (LT DSHS Köln)                                                | 56,97 s00                  | Djamila Böhm (ART Düsseldorf)                                                        | 57,06 s00                  | Carolina Krafzik (VfL Sindelfingen)                                                | 58,73 s00                            |
| 3000 m Hindernis                      | Gesa Felicitas Krause (Silvesterlauf Trier)                                        | 9:34,58 min                | Antje Möldner-Schmidt (LC Cottbus)                                                   | 9:45,82 min                | Jana Sussmann (Lauf Team Haspa Marathon Hamburg)                                   | 9:47,57 min                          |
| 4 × 100 m Staffel                     | MTG MannheimRicarda Lobe Alexandra Burghardt Nadine Gonska Jessica-Bianca Wessolly | 43,33 s00                  | TSV Bayer 04 LeverkusenYasmin Kwadwo Jennifer Montag Gina Lückenkemper Mareike Arndt | 43,55 s00                  | TV Wattenscheid 01Monika Zapalska Keshia Kwadwo Synthia Oguama Pamela Dutkiewicz   | 44,17 s00                            |
| 4 × 400 m Staffel                     | LT DSHS KölnLaura Marx Nelly Schmidt Christine Salterberg Lena Naumann             | 3:36,07 min                | SCC BerlinHendrikje Richter Svea Köhrbrück Franziska Kindt Alena Gerken              | 3:36,90 min                | TSV Bayer 04 LeverkusenTabea Marie Kempe Maren Silies Rebekka Ackers Sarah Schmidt | 3:38,16 min                          |
| 3 × 800 m Staffel                     | LG Stadtwerke MünchenChristine Gess Katharina Trost Mareen Kalis                   | 6:12,41 min                | TSV Bayer 04 LeverkusenLena Klaassen Rebekka Ackers Sarah Schmidt                    | 6:12,86 min                | LG Nord BerlinIsabelle Kuhn Martha Sauter Caterina Granz                           | 6:17,47 min                          |
| 20-km-Straßengehen                    | Emilia Lehmeyer (Polizei SV Berlin)                                                | 1:32:49 h0000              | Saskia Feige (SC Potsdam)                                                            | 1:33:23 h0000              | Teresa Zurek (SC Potsdam)                                                          | 1:33:30 h0000                        |
| 20-km-Straßengehen Mannschaftswertung | TV Groß-GerauLinda Betto Brigitte Patrzalek Monika Müller                          | 6:55:31 h0000              | nur eine Mannschaft                                                                  | nur eine Mannschaft        | in der Wertung                                                                     | in der Wertung                       |
| Hochsprung                            | Marie-Laurence Jungfleisch (VfB Stuttgart)                                         | 1,87 m                     | Imke Onnen (Hannover 96)                                                             | 1,84 m                     | Katarina Mögenburg (TSV Bayer 04 Leverkusen)                                       | 1,80 m                               |
| Stabhochsprung                        | Jacqueline Otchere (MTG Mannheim)                                                  | 4,45 m                     | Stefanie Dauber (SSV Ulm 1846)                                                       | 4,45 m                     | Friedelinde Petershofen (SC Potsdam)                                               | 4,35 m                               |
| Weitsprung                            | Malaika Mihambo (LG Kurpfalz)                                                      | 6,72 m                     | Alexandra Wester (ASV Köln)                                                          | 6,69 m                     | Julia Gerter (LG Eintracht Frankfurt)                                              | 6,68 m                               |
| Dreisprung                            | Neele Eckhardt (LG Göttingen)                                                      | 14,21 m                    | Kristin Gierisch (LAC Erdgas Chemnitz)                                               | 14,15 m                    | Jessie Maduka (ART Düsseldorf)                                                     | 13,74 m                              |
| Kugelstoßen                           | Christina Schwanitz (LV 90 Erzgebirge)                                             | 20,06 m                    | Alina Kenzel (VfL Waiblingen)                                                        | 18,21 m                    | Sara Gambetta (SV Halle)                                                           | 17,79 m                              |
| Diskuswurf                            | Shanice Craft (MTG Mannheim)                                                       | 62,91 m                    | Nadine Müller (SV Halle)                                                             | 62,73 m                    | Anna Rüh (SC Magdeburg)                                                            | 62,65 m                              |
| Hammerwurf                            | Kathrin Klaas (LG Eintracht Frankfurt)                                             | 66,08 m                    | Susen Küster (TSV Bayer 04 Leverkusen)                                               | 65,09 m                    | Charlene Woitha (SCC Berlin)                                                       | 64,92 m                              |
| Speerwurf                             | Christin Hussong (LAZ Zweibrücken)                                                 | 63,54 m                    | Katharina Molitor (TSV Bayer 04 Leverkusen)                                          | 56,75 m                    | Christina Kiffe (ASC Darmstadt)                                                    | 54,45 m                              |
| Siebenkampf                           | Anna Maiwald (TSV Bayer 04 Leverkusen)                                             | 5711 P                     | Christina Kiffe (ASC Darmstadt)                                                      | 5574 P                     | Laura Voß (LT DSHS Köln)                                                           | 5451 P                               |
| Siebenkampf Mannschaftswertung        | LT DSHS KölnLaura Voß Claudia Mieke Daya Södje                                     | 14.859 P                   | LG Stadtwerke MünchenJana Rieger Julia Schneider Carlotta Schraub                    | 14.634 P                   | MTV LübeckJanina Lange Katharina Kemp Jana Marketon                                | 14.355 P                             |
| Crosslauf – 5,2 km                    | Elena Burkard (LG farbtex Nordschwarzwald)                                         | 17:33 min00                | Alina Reh (SSV Ulm 1846)                                                             | 18:01 min00                | Caterina Granz (LG Nord Berlin)                                                    | 18:29 min00                          |
| Crosslauf Mannschaftswertung          | LG Nord BerlinCaterina Granz Deborah Schöneborn Carmen Schultze-Berndt             | Pl.-Ziff. 2800 57:29 min00 | LG Telis Finanz RegensburgMiriam Dattke Franziska Reng Marina Rappold                | Pl.-Ziff. 3200 58:19 min00 | LG Region KarlsruheSarah Hettich Johanna Flacke Melina Wolf                        | Pl.-Ziff. 7700 1:01:34 h0000         |
| Berglauf, Brockenlauf 11,7 km         | Lisa Oed (SSC Hanau-Rodenbach)                                                     | 58:28 min00                | Stefanie Doll (SV Kirchzarten)                                                       | 59:19 min00                | Sarah Kistner (MTV Kronberg Laufen)                                                | 1:01:25 h00                          |
| Berglauf Mannschaftswertung           | LG BrandenkopfAnja Carlsohn Franziska Schmieder Ann-Cathrin Uhl                    | 3:29:14 h0000              | SSC Hanau-RodenbachLisa Oed Tatjana Rauhut Angela Schick                             | 3:29:43 h0000              | ASC DarmstadtSimone Raatz Alexandra Rechel Stefanie Hock                           | 3:34:58 h0000                        |